# Groenlegger

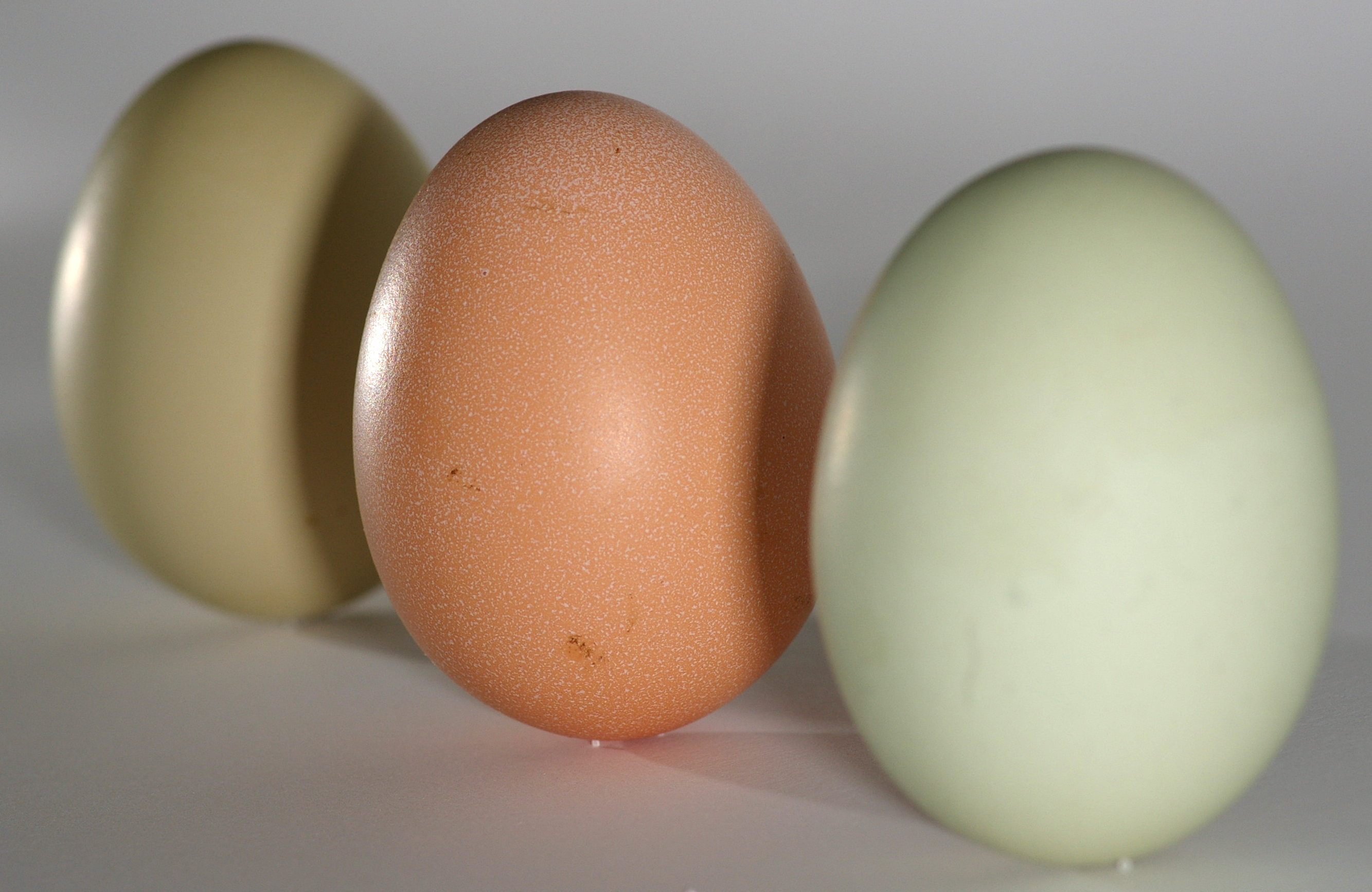
Ter vergelijking: een olijfkleurig, bruin en blauwgroen ei

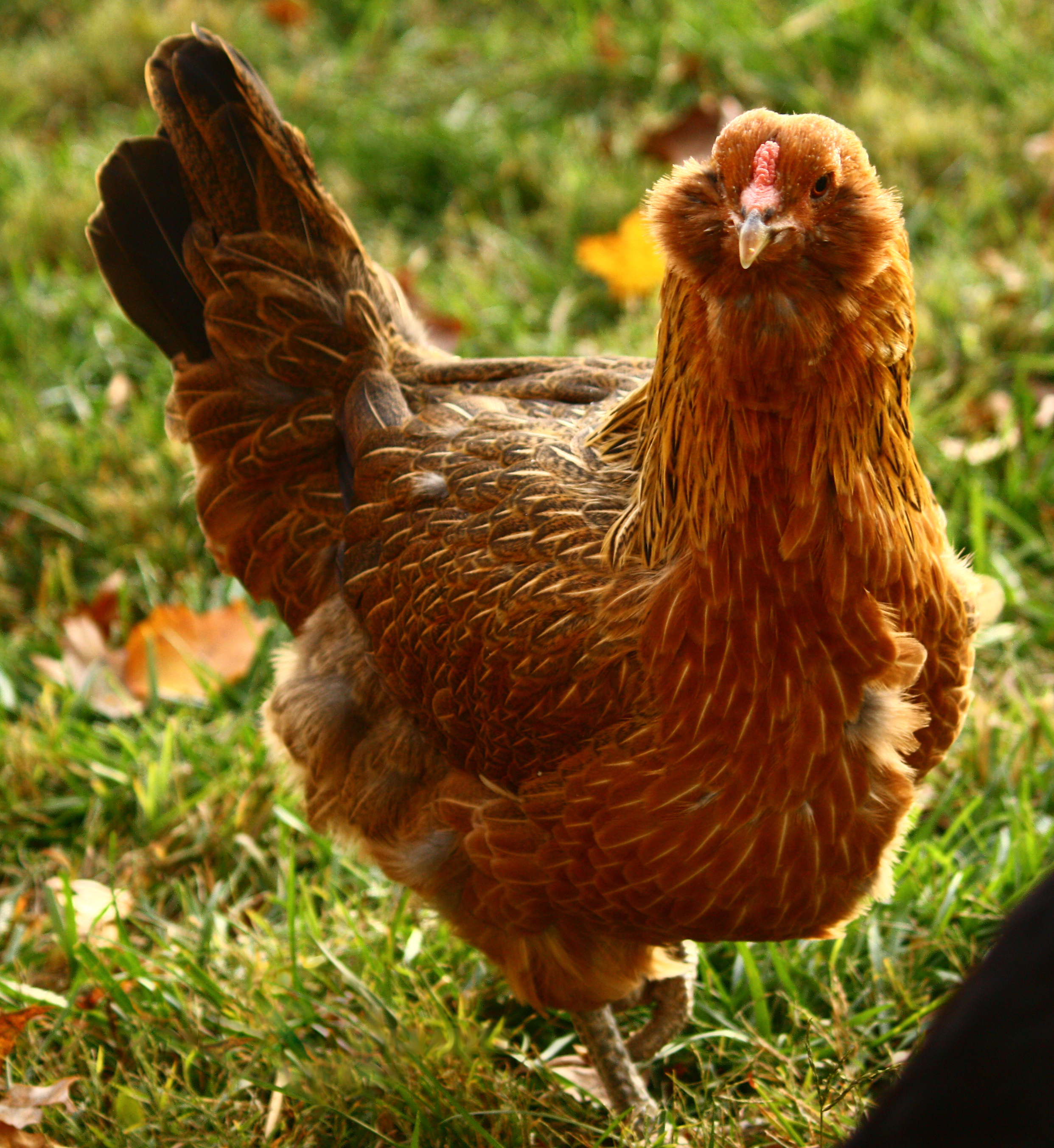
Ameraucanahen

Een groenlegger is een kip die groen, blauw of turquoise getinte eieren legt.

## Geschiedenis
Gedomesticeerde hoenders leggen witte eieren, evenals de wilde kamhoenders, of bruine eieren, wat bij veel oorspronkelijk Aziatische rassen voorkomt. Het bestaan van groenleggers werd voor het eerst algemeen bekend toen professor Salvador Castello Carreras in 1921 op het eerste Wereldpluimveecongres in Den Haag vanuit Chili meegebrachte Araucanas tentoonstelde. Door gerichte kruisingen ontstonden later de andere groenleggerrassen in de westerse wereld. Daarnaast bestaan er meerdere kruisingsproducten tussen groenleggers en bruinleggers, die meestal alleen voor de olijfkleurig getinte eieren gefokt worden en geen apart ras vormen. Onafhankelijk van de Auracana's en hun nakomelingen ontstonden ook in China groenleggers.

## Genetica
Het gen dat de groene of blauwe kleur van de eierschaal veroorzaakt is "Oöcyaan", afgekort O, bevindt zich op het eerste chromosoom en vererft autosomaal dominant. Het veroorzaakt door accumulatie van biliverdine een groene of blauwe kleur van de eierschaal. Recente onderzoeken hebben aangetoond dat dit gen het resultaat is van een mutatie die door het retrovirus EAV-HP veroorzaakt werd.

## Rassen en varianten
Hoenderrassen die uitsluitend groen of blauw getinte eieren leggen zijn:
- Ameraucana's,
- Araucana's,
- Cream legbars
- Schijndelaars

De overigens niet als ras erkende groenleggende hoendervarianten uit China zijn:
- Dongxiangs (东乡鸡)
- Lushi's (卢氏鸡)[3]